# Olios occidentalis
Olios occidentalis är en spindelart som först beskrevs av Karsch 1879.  Olios occidentalis ingår i släktet Olios och familjen jättekrabbspindlar.
Artens utbredningsområde är Kongo. Inga underarter finns listade i Catalogue of Life.